# Breonia lowryi
Breonia lowryi là một loài thực vật có hoa trong họ Thiến thảo. Loài này được Razaf. mô tả khoa học đầu tiên năm 2002.